# Romyverleihung 2008

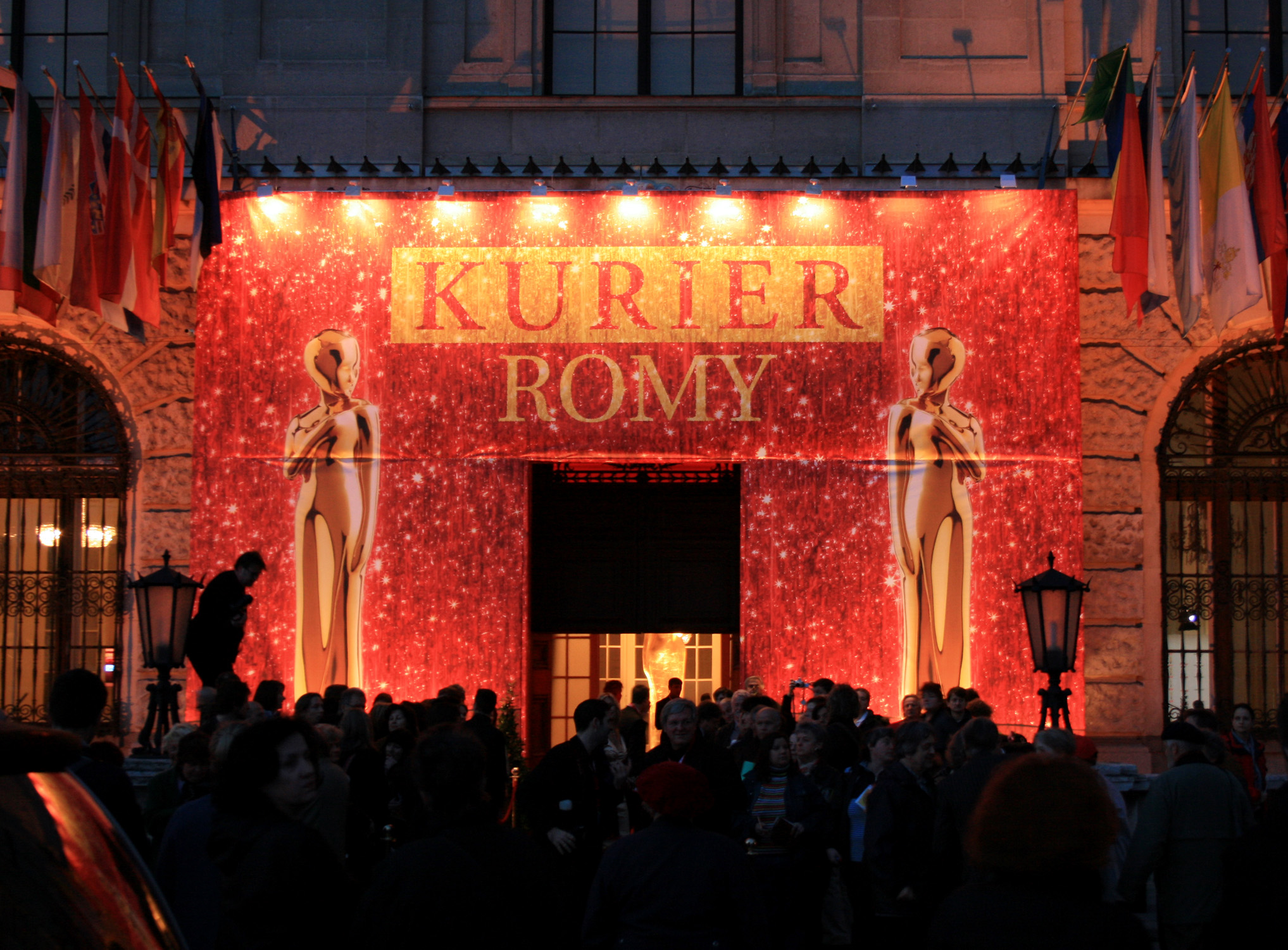
Entrée der Romy-Verleihung 2008

Die Romyverleihung 2008 fand am 12. April 2008 in der Wiener Hofburg statt. Es war die 19. Romyverleihung.

## Moderation
Mirjam Weichselbraun

## Sieger und Nominierte

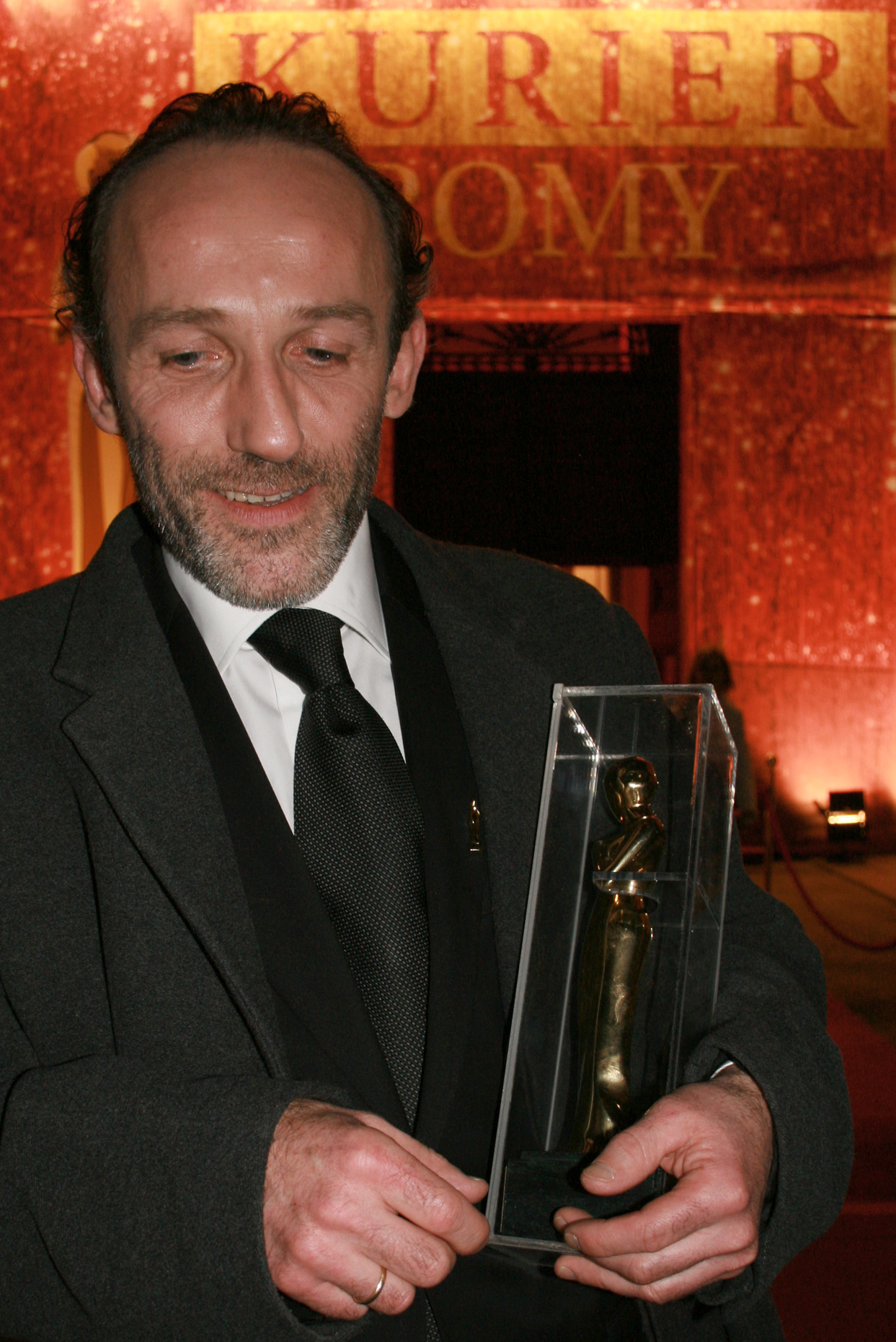
Karl Markovics

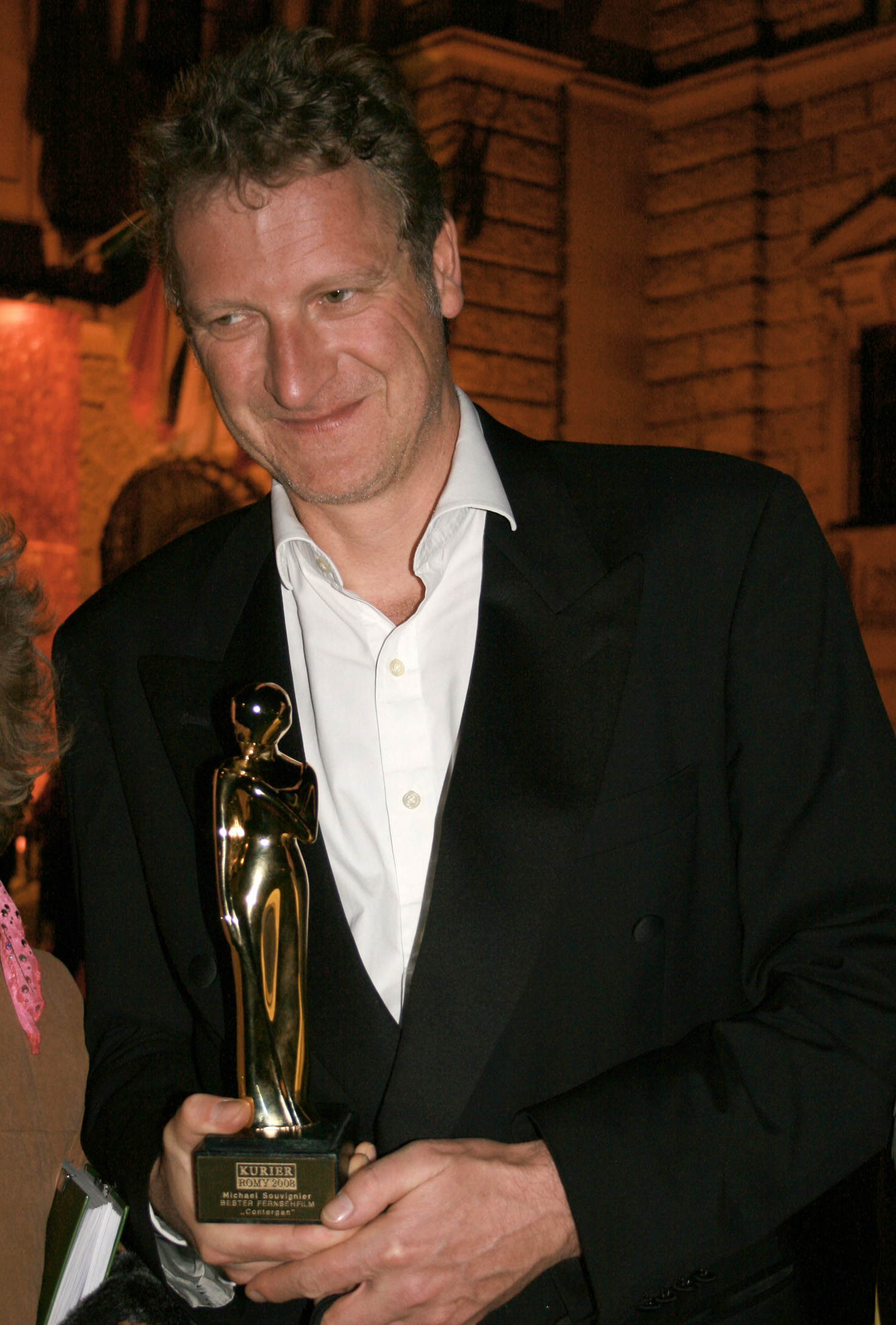
Michael Souvignier

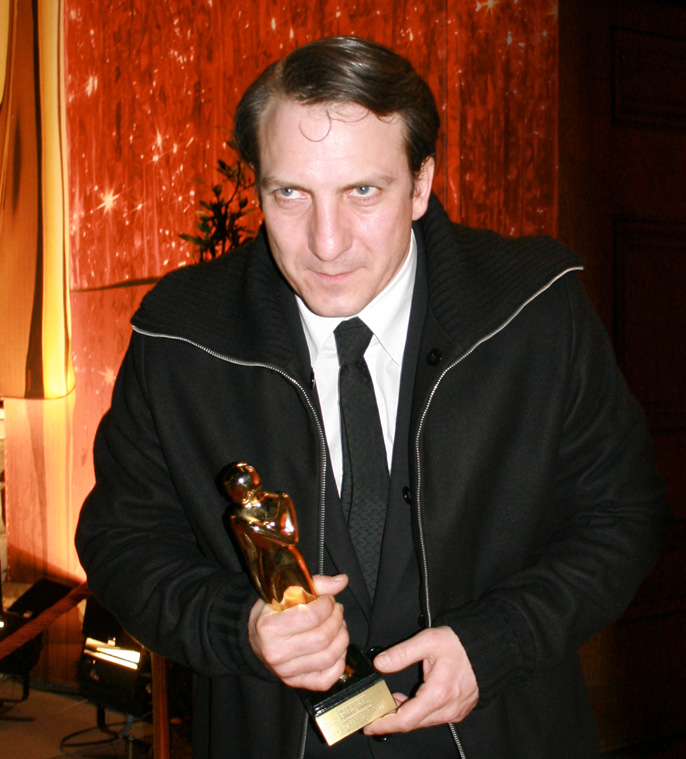
Robert Palfrader

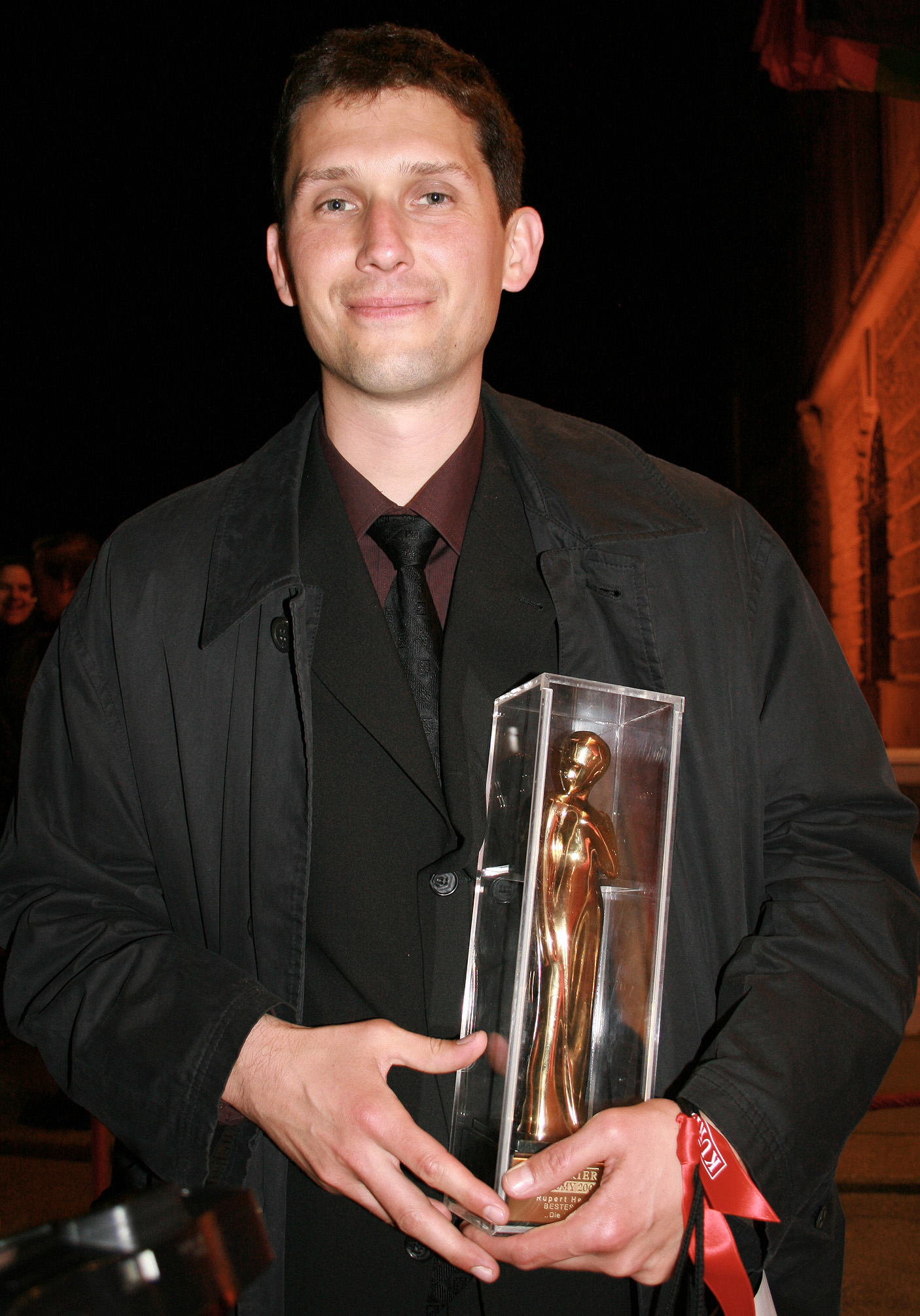
Rupert Henning

| Kategorie                                                                                | Preisträger                    | weitere Nominierte                                                                   |
| ---------------------------------------------------------------------------------------- | ------------------------------ | ------------------------------------------------------------------------------------ |
| Beliebteste Schauspielerin präsentiert von Ulrike Folkerts                               | Christine Neubauer (2. Romy)   | Ulrike Beimpold Iris Berben Christiane Hörbiger Nina Proll Julia Stemberger          |
| Beliebtester Schauspieler präsentiert von Sophie von Kessel                              | Karl Markovics (2. Romy)       | Moritz Bleibtreu Wolfgang Böck Miguel Herz-Kestranek Tobias Moretti Erwin Steinhauer |
| Beliebtester Moderator präsentiert von Klaus Eberhartinger                               | Tarek Leitner                  | Gerald Groß Dominic Heinzl Rainer Pariasek Roman Rafreider Armin Wolf                |
| Beliebteste Moderatorin präsentiert von den Zusehern                                     | Ingrid Thurnher (6. Romy)      | Kati Bellowitsch Martina Rupp Danielle Spera Hannelore Veit Sasha Walleczek          |
| Beliebtester Talk- und Showmaster präsentiert von Robert Palfrader                       | Mirjam Weichselbraun (2. Romy) | Armin Assinger Oliver Baier Klaus Eberhartinger Günther Jauch Kai Pflaume            |
| Beliebtester Seriendarsteller präsentiert von Yvonne Catterfeld                          | Harald Krassnitzer (2. Romy)   | Elfi Eschke Ottfried Fischer Ulrike Folkerts Heinz Marecek Kristina Sprenger         |
| Beliebtester Kabarettist präsentiert von Lilian Klebow, Gregor Seberg und Dietrich Siegl | Michael Niavarani (3. Romy)    | Alfred Dorfer Anke Engelke Viktor Gernot Hape Kerkeling Robert Palfrader             |

| Kategorie                  | Preisträger                                                                                       |
| -------------------------- | ------------------------------------------------------------------------------------------------- |
| Bester Fernsehfilm         | Contergan – Michael Souvignier & Adolf Winkelmann                                                 |
| Beste Fernsehdokumentation | Weltberühmt in Österreich – 50 Jahre Austropop – Rudi Dolezal (3. Romy)                           |
| Beste Programmidee         | Wir sind Kaiser – Robert Palfrader, Rudolf Roubinek, Sandra Winkler, Ully Aris & Wilfried Reichel |
| Bester Produzent           | Heinrich Ambrosch (2. Romy) – SOKO Donau                                                          |
| Beste Regie                | Elisabeth Scharang (2. Romy) – Franz Fuchs – Ein Patriot                                          |
| Beste Kamera               | Michael Schlamberger – Ol’ Man River - Mächtiger Mississippi                                      |
| Bestes Buch                | Florian Scheuba (2. Romy), Rupert Henning (2. Romy) & Thomas Maurer – Die 4 da                    |
| Spezialpreis der Jury      | Dominic Heinzl – hi Society backstage                                                             |
| Preis der Jury             | Johannes B. Kerner                                                                                |
| TV-Moment des Jahres       | Oscar für Stefan Ruzowitzky                                                                       |

| Kategorie                                                     | Preisträger         |
| ------------------------------------------------------------- | ------------------- |
| Platin-Romy für das Lebenswerk präsentiert von Oliver Kalkofe | Joachim Fuchsberger |